# Serie Mundial Femenina de Rugby 7 2018-19
La Serie Mundial Femenina de Rugby 7 2018-19 fue la séptima temporada de la Serie Mundial Femenina de Rugby 7, el circuito de selecciones nacionales femeninas de rugby 7, y la octava considerando la Challenge Cup.

## Equipos
11 equipos tienen estatus permanente. Los 10 mejores equipos de la temporada 2017-18 retuvieron su plaza, un equipo más obtuvo estatus permanente en un torneo clasificatorio:
| América - Canadá - Estados Unidos Oceanía - Australia - Fiyi - Nueva Zelanda | Europa - España - Francia - Inglaterra - Irlanda - Rusia |

Clasificaron adicionalmente y obtuvieron estatus permanente para la temporada 2018-19:
- China – ganador del Seven Femenino de Hong Kong 2018.[3]

Un equipo más será invitado para cada una de las etapas del circuito.

## Formato
Cada torneo se disputó en un fin de semana, a lo largo de dos días. Participaron 12 equipos: los 11 de estatus permanente y otro invitado.
Se dividieron en tres grupos de cuatro equipos, donde cada uno de estos jugó un partido ante sus rivales de grupo. Cada victoria otorgó 3 puntos, cada empate 2 y cada derrota 1.
Los dos equipos con más puntos en cada grupo y los dos mejores terceros avanzaron a cuartos de final de la Copa de Oro. Los cuatro ganadores avanzaron a semifinales de la Copa de Oro, y los cuatro perdedores a semifinales del quinto puesto.
En tanto, los restantes cuatro equipos de la fase de grupos avanzaron a semifinales de la challenge trophy.

## Calendario
Los torneos de Dubái y Australia se jugaron simultáneamente en las ramas femenina y masculina.
| Torneo         | Estadio                   | Ciudad     | Fecha              |
| -------------- | ------------------------- | ---------- | ------------------ |
| Estados Unidos | Infinity Park             | Glendale   | 20-21 de octubre   |
| Dubái          | The Sevens                | Dubái      | 29-30 de noviembre |
| Australia      | Sydney Showground Stadium | Sídney     | 1-3 de febrero     |
| Japón          | Mikuni World Stadium      | Kitakyushu | 20-21 de abril     |
| Canadá         | Westhills Stadium         | Langford   | 11-12 de mayo      |
| Francia        | Parc des Sports Aguiléra  | Biarritz   | 15-16 de junio     |

## Resultados
| Copa             | Ganador       | Marcador | Perdedor       | Semifinalistas           |
| ---------------- | ------------- | -------- | -------------- | ------------------------ |
| Copa             | Nueva Zelanda | 33–7     | Estados Unidos | 3º: Canadá 4º: Francia   |
| 5.º puesto       | Australia     | 21–19    | Irlanda        | 7º: Rusia 8º: Inglaterra |
| Challenge trophy | España        | 20–14    | Fiyi           | 11º: China 12º: México   |

| Copa             | Ganador       | Marcador | Perdedor   | Semifinalistas                   |
| ---------------- | ------------- | -------- | ---------- | -------------------------------- |
| Copa             | Nueva Zelanda | 26-14    | Canadá     | 3º: Australia 4º: Estados Unidos |
| 5.º puesto       | Rusia         | 12-7     | Inglaterra | 7º: Francia 8º: Irlanda          |
| Challenge trophy | China         | 12-7     | España     | 11º: Fiyi 12º: Kenia             |

| Copa             | Ganador       | Marcador | Perdedor   | Semifinalistas                     |
| ---------------- | ------------- | -------- | ---------- | ---------------------------------- |
| Copa             | Nueva Zelanda | 34-10    | Australia  | 3º: Estados Unidos 4º: Irlanda     |
| 5.º puesto       | Canadá        | 19-17    | Francia    | 7º: Rusia 8º: España               |
| Challenge trophy | Fiyi          | 15-12    | Inglaterra | 11º: China 12º: Papúa Nueva Guinea |

| Copa             | Ganador       | Marcador | Perdedor   | Semifinalistas                 |
| ---------------- | ------------- | -------- | ---------- | ------------------------------ |
| Copa             | Canadá        | 7-5      | Inglaterra | 3º: Estados Unidos 4º: Francia |
| 5.º puesto       | Nueva Zelanda | 34-26    | Australia  | 7º: Irlanda 8º: Rusia          |
| Challenge trophy | Fiyi          | 41-12    | España     | 11º: China 12º: Japón          |

| Copa             | Ganador       | Marcador | Perdedor   | Semifinalistas                 |
| ---------------- | ------------- | -------- | ---------- | ------------------------------ |
| Copa             | Nueva Zelanda | 21-17    | Australia  | 3º: Estados Unidos 4º: Francia |
| 5.º puesto       | Canadá        | 31-7     | Inglaterra | 7º: Rusia 8º: España           |
| Challenge trophy | Fiyi          | 26-19    | China      | 11º: Irlanda 12º: Brasil       |

| Copa             | Ganador        | Marcador | Perdedor      | Semifinalistas            |
| ---------------- | -------------- | -------- | ------------- | ------------------------- |
| Copa             | Estados Unidos | 26-10    | Nueva Zelanda | 3º: Canadá 4º: España     |
| 5.º puesto       | Australia      | 24-10    | Francia       | 7º: China 8º: Rusia       |
| Challenge trophy | Fiyi           | 27-10    | Inglaterra    | 11º: Escocia 12º: Irlanda |

## Tabla de posiciones
Cada torneo otorgó puntos de campeonato, según la siguiente escala:
- Copa de Oro: 20 puntos al campeón, 18 puntos al subcampeón, 16 puntos al tercero, 14 puntos al cuarto.
- 5.ºpuesto: 12 puntos al campeón, 10 puntos al subcampeón, 8 puntos al séptimo, 6 puntos al octavo.
- Challenge trophy: 4 puntos al campeón, 3 puntos al subcampeón, 2 puntos al decimoprimero, 1 punto al decimosegundo.

| Pos | País               | USA | UAE | AUS | JPN | CAN | FRA | Puntos |
| --- | ------------------ | --- | --- | --- | --- | --- | --- | ------ |
| 1   | Nueva Zelanda      | 20  | 20  | 20  | 12  | 20  | 18  | 110    |
| 2   | Estados Unidos     | 18  | 14  | 16  | 16  | 16  | 20  | 100    |
| 3   | Canadá             | 16  | 18  | 12  | 20  | 12  | 16  | 94     |
| 4   | Australia          | 12  | 16  | 18  | 10  | 18  | 12  | 86     |
| 5   | Francia            | 14  | 8   | 10  | 14  | 14  | 10  | 70     |
| 6   | Inglaterra         | 6   | 10  | 3   | 18  | 10  | 3   | 50     |
| 7   | Rusia              | 8   | 12  | 8   | 6   | 8   | 6   | 48     |
| 8   | Irlanda            | 10  | 6   | 14  | 8   | 2   | 1   | 41     |
| 9   | España             | 4   | 3   | 6   | 3   | 6   | 14  | 36     |
| 10  | Fiyi               | 3   | 2   | 4   | 4   | 4   | 4   | 21     |
| 11  | China              | 2   | 4   | 2   | 2   | 3   | 8   | 21     |
| 12  | México             | 1   | -   | -   | -   | -   | -   | 1      |
| 13  | Kenia              | -   | 1   | -   | -   | -   | -   | 1      |
| 14  | Papúa Nueva Guinea | -   | -   | 1   | -   | -   | -   | 1      |
| 15  | Japón              | -   | -   | -   | 1   | -   | -   | 1      |
| 16  | Brasil             | -   | -   | -   | -   | 1   | -   | 1      |
| 17  | Escocia            | -   | -   | -   | -   | -   | 1   | 1      |

- Los primeros cuatro equipos clasifican a los Juegos Olímpicos 2020[9]
- Los primeros 10 equipos mantienen su estatus permanente para la siguiente temporada.
- En amarillo: equipos invitados.
- En rosado: equipo descendido.

| Bandera de Nueva Zelanda |
| Campeón Nueva Zelanda    |
| Quinto título            |